# Madonna di Vico l'Abate

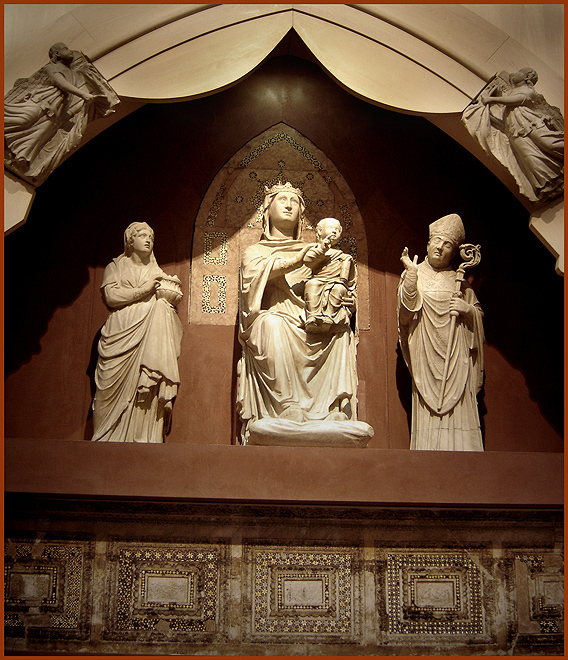
La Madonna di Arnolfo di Cambio, già sulla facciata del Duomo di Firenze

La Madonna di Vico l'Abate è un dipinto a tempera e oro su tavola (150x78 cm) di Ambrogio Lorenzetti, datato al 1319 e conservato nel Museo di San Casciano a San Casciano in Val di Pesa (FI).

## Storia
L'opera, che proviene dalla Chiesa di Sant'Angelo a Vico l'Abate, è datata 1319 come riportato nell'iscrizione in basso: "A.D. MCCCXVIIII. P(E)R RIMEDIO D(E)L A(N)I(M)A DI BURNACIO. DUCIO DA TOLANO FECELA FARE BERNARDO FIGLIUOLO BURNA...". Si tratta della prima opera certa di Ambrogio Lorenzetti e gli venne assegnata nel 1318 dal De Nicola, sottolineandone le affinità con la Madonna di Badia a Isola; in seguito tale attribuzione è stata accettata dalla critica.
Ciò ne fa la prima opera certa dell'autore.

## Descrizione e stile
Al centro del dipinto si trova la Vergine seduta su un trono ligneo riccamente intarsiato. La figura è rigidamente frontale e fissa, di grande monumentalità, con una presenza statuaria e possente, che echeggia anche le statue di Arnolfo di Cambio (Madonna col Bambino già sulla facciata del Duomo, oggi nel Museo dell'Opera del Duomo) e di Nicola Pisano (il Bambino simile a quello della Presentazione al Tempio nel pulpito del Duomo di Siena). Il manto della Madonna è reso con un colore compatto e con scarsa caratterizzazione a pieghe del panneggio. Il solido e spigoloso trono ligneo, riccamente intarsiato, irrigidisce ancora maggiormente la ferma presa di Maria sul figlio, e l'unica concessione fuori schema è il vivace bambino, dalla figura quasi erculea coi capelli ricciuti, che si agita e scalcia come un vero infante. La sua espressione conferisce un elemento dinamico in un dipinto dominato dalla figura ieratica della Vergine.
Tali caratteristiche, così "giottesche", derivano sicuramente da un profondo contatto con l'arte fiorentina, tanto da risultare estranee nella rarefatta scena artistica senese, dominata allora dai modi di Simone Martini. Non a caso l'artista visse a lungo nella sua fase giovanile a Firenze, dove lasciò alcune opere via via più dolci, abbandonando la rigidità scultorea di questa prima prova.